# Villa Talea de Castro
Talea de Castro es una localidad mexicano ubicado en la Sierra de Juárez, en el estado de Oaxaca. Es la cabecera del municipio de Villa Talea de Castro. Se encuentra a tres horas y media de la ciudad de Oaxaca viajando en automóvil, y entre cuatro y cinco horas viajando en autobús. De acuerdo con INEGI, hasta 2020, el municipio tenía 2,011 habitantes distribuidos en tres localidades: Villa Talea de Castro (cabecera municipal) (1,499); San Bartolomé Yatoni (219 habitantes); Otatitlán de Morelos (196 habitantes); y Santa Gertrudis (97 habitantes); la población hablante de zapoteco en el Municipio para ese año fue de 882 personas aunque la mayor parte de las personas menores a 50 años saben hablar español.
El nombre del pueblo proviene del zapoteco "Rá" "leá" ladera con patio, ya que el pueblo se encuentra en la parte alta de una montaña.

## Datos generales
La mayoría de las casa están hechas de adobe, vigas y encima de éstas hay tejas. Aunque en la actualidad se encuentran algunas casas hechas de cemento, debido a la influencia de los habitantes que emigran hacia la ciudad de Oaxaca, Ciudad de México u otras partes del mundo.  
La principal fuente de ingresos es el café, ya que allí mismo se siembra, cosecha, corta y muele. Se tiene que ir a sembrar en las fechas de julio y agosto y ser recogido en noviembre, proceso conocido entre ellos como “corte de café”. En marzo y abril se extiende en los pisos o azoteas de las casa con petate, allí reposan los granos para que se sequen. Cuando está completamente seco el café, es llevado al molino si no se cuenta con uno. 
En la presidencia municipal hay un documento escrito en zapoteco antiguo titulado "Memoria y probanza de la fundación del pueblo de Talea" que al parecer indica como año de fundación la fecha de 1525.
Cuando alguien fallece se hace el comunicado a la presidencia municipal y se tocan las campanas de la iglesia con el fin de avisar a todo el pueblo.
En la actualidad el pueblo cuenta con red de telefonía celular propia de gestión comunitaria.

## Fiestas
A lo largo del año se van llevando a cabo diferentes fiestas. La fiesta principal se celebra el día 29 de septiembre, donde se celebra la fiesta patronal en honor a  San Miguel Arcángel.  
Los mayordomos están obligados a dar comida a todo el que llegue a su casa y a la vez los invitados o en su caso gente foránea la costumbre es que lleven algo para ayudar al mayordomo, entre las cosas que más se acostumbran a llevar  es frijol, piloncillo, cerveza, mezcal, agua ardiente, café, maíz y leña. Y la gente del mismo pueblo ayuda al mayordomo con sus tareas. 
La comunidad tiene cinco bandas de viento, la primera se llama Unión y Progreso, la banda municipal Alma taleana, la banda Estrellas de Juárez y la banda Resurrección, también cuenta con la orquesta Recreación y trabajo. 
Uno de los platos típicos de la región es el plátano melado, que se cocina cuando los campesinos elaboran la panela en los ranchos afueras del pueblo, éste dulce está presente en la mayoría de las comunidades de la Sierra Juárez.